# Finale des Experts
 (signalé en juin 2025).
Si vous disposez d'ouvrages ou d'articles de référence ou si vous connaissez des sites web de qualité traitant du thème abordé ici, merci de compléter l'article en donnant les références utiles à sa vérifiabilité et en les liant à la section « Notes et références ».
- Archive Wikiwix
- Bing
- Cairn
- DuckDuckGo
- E. Universalis
- Gallica
- Google
- G. Books
- G. News
- G. Scholar
- Persée
- Qwant
- (zh) Baidu
- (ru) Yandex
- (wd) trouver des œuvres sur Wikidata

Chronologie
Saison 15
Le finale des Experts est un double épisode de deux heures diffusé le 27 septembre 2015 sur CBS.

## Distribution
- Ted Danson (VF : Jean-Louis Faure) : D.B. Russell
- Jorja Fox (VF : Laurence Dourlens) : Sara Sidle
- Eric Szmanda (VF : Benjamin Boyer) : Greg Sanders
- Robert David Hall (VF : Pascal Casanova) : Albert Robbins
- William Petersen (VF : Stéfan Godin) : Gil Grissom
- Marg Helgenberger (VF : Emmanuelle Bondeville) : Catherine Willows
- Paul Guilfoyle (VF : François Dunoyer) : Jim Brass
- David Berman : David Phillips
- Jon Wellner : Henry Andrews
- Wallace Langham (VF : Jérémy Prévost) : David Hodges
- Elisabeth Harnois : Morgan Brody
- Michael Beach : Scinta
- Marc Vann : Conrad Ecklie

## Épisodes

### Épisode 336:Tous ensemble...,1repartie
- États-Unis /  Canada : 27 septembre 2015 sur CBS
- France : 14 septembre 2016 sur TF1

- États-Unis : 12,22 millions de téléspectateurs(première diffusion)

### Épisode 337:Tous ensemble...,2epartie
- États-Unis /  Canada : 27 septembre 2015 sur CBS
- France : 14 septembre 2016 sur TF1

- États-Unis : 12,22 millions de téléspectateurs(première diffusion)